# 陳銑 (嘉靖武舉人)
陳銑（16世紀—1553年6月25日），字守魯，南直隸蘇州府崑山縣陳巷人，明朝軍事人物。

## 生平
陳銑勇敢有膽色，是嘉靖四年（1525年）的武舉人，任太倉衛千戶，三十一年（1552年）倭寇入侵，他奉命剿滅，倭寇泳蝴蝶、長蛇諸陣迷惑明軍，又揮舞扇子和蜈蚣旗，吹響海螺後舞刀攻擊；官兵見到後倉皇失措，他就拿著矛跳上馬奮擊，對方潰敗而逃。次年（1553年）年倭寇再次來臨，他再次鼓勵部下力戰，流寇走避，因此乘勢力追，連夜急行數十里，明天卻兵箭用盡、援軍未趕上，於五月十六日在白茆塘遇害，年五十四歲。後里人在陳巷立祠祭祀，祠後為其衣冠冢。

## 引用
1. 1 2  道光《崑新兩縣志·卷二十四·忠節》：陳銑，字守魯，邑陳巷人。勇敢饒膽畧，嘉靖乙酉領武科鄉薦，授太倉衛千戶。壬子倭夷犯境，所過創殘，銑奉檄往勦。倭為惑人陣，有蝴蝶長蛇諸名，或揮以扇或運蜈蚣旗，海螺一吹倭隊舞刀衝突；官兵見之輒倉皇失措，銑持矛躍馬奮擊之，倭潰而遁。明年倭又至，銑益鼓勇力戰，寇卻走，乘勢力追，夜馳數十里，遲明兵盡矢竭而援不至，遂遇害於白茆塘，時年五月十六日也，年五十四。後里人立祠陳巷，以土穀神祀之，祠後即其葬衣冠處。 按原志於陳淮傳註云：「倭寇之亂，又有先鋒姓陳者佚其名。」，今據《淞南志》纂入。